# Esra Inal
Esra Inal (geboren 1981) ist eine deutsch-türkische Schauspielerin, Autorin und Mentorin im Bereich Persönlichkeitsentwicklung. Ihre ungewöhnliche Lebensgeschichte wurde unter dem Titel „8 Sekunden“ fürs Kino verfilmt und von Til Schweiger koproduziert.

## Leben
Esra Inal ist Schülerin des Autors der Vier Versprechen, Miguel Ruiz, den sie nach einer schweren Krise traf. Ihre ungewöhnliche Lebensgeschichte und wie sie Miguel Ruiz fand, ist der Stoff eines Spielfilms, der 2014 vom türkischen Regisseur Ömer Faruk Sorak gedreht wurde und 2015 in der Türkei und in Deutschland in die Kinos kam. Der Film 8 Sekunden – Ein Augenblick Unendlichkeit (8 Saniye) ist eine deutsch-türkische Koproduktion von Til Schweigers Produktionsfirma Barefoot films, Böcek Yapim, BKM Film und Warner Bros Deutschland. Esra Inal schrieb das Drehbuch des Films zusammen mit Nuran Evren Sit und spielt sich – ohne vorige Schauspielerfahrung – selbst. Andere Darsteller waren unter anderen Fahri Yardım, Mehmet Kurtuluş, Firat Celik, Sema Poyraz, Grit Boettcher, Axel Stein, und Ralph Herforth. Miguel Ruiz erscheint ebenfalls als er selbst. Der Film behandelt unter anderem das Thema Klartraum; der Filmtitel bezieht sich auf die Zeit, die ein durchschnittliches menschliches Leben aus Sonnenperspektive dauert.